# Argelaguer

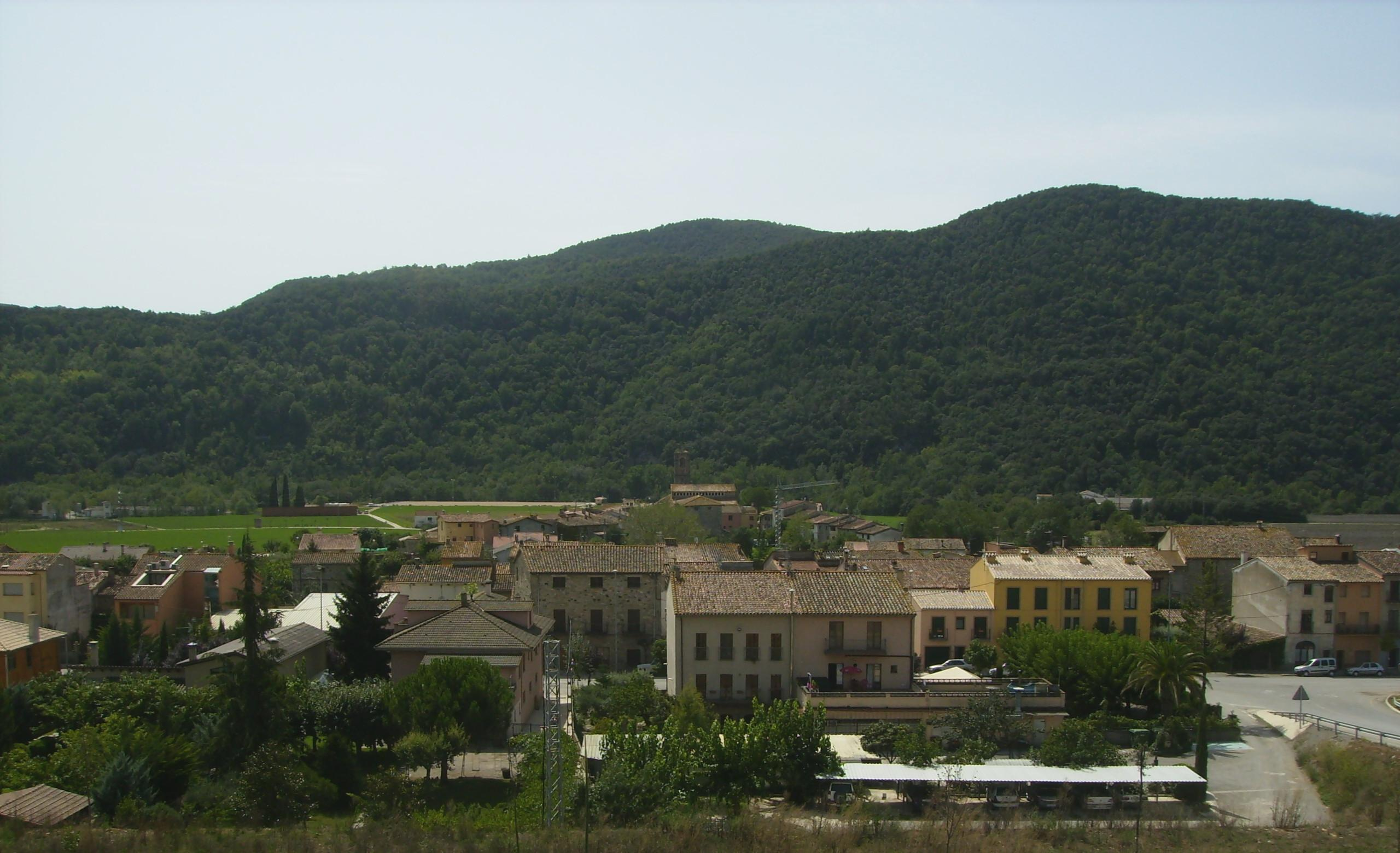
Argelaguer

Argelaguer is een gemeente in de Spaanse provincie Girona in de regio Catalonië met een oppervlakte van 13 km². Argelaguer telt 415 inwoners (1 januari 2016).

## Demografische ontwikkeling
Bron: INE, 1857-2011: volkstellingen